# Giro di Romagna 1987
Il Giro di Romagna 1987, sessantaduesima edizione della corsa, si svolse il 26 settembre 1987 su un percorso di 243 km. La vittoria fu appannaggio dell'italiano Ezio Moroni, che completò il percorso in 6h06'00", precedendo i connazionali Pierino Gavazzi e Maurizio Fondriest.

## Ordine d'arrivo (Top 10)
| Pos. | Corridore          | Squadra                         | Tempo    |
| ---- | ------------------ | ------------------------------- | -------- |
| 1    | Ezio Moroni        | Atala-Ofmega                    | 6h06'00" |
| 2    | Pierino Gavazzi    | Remac-Fanini                    | s.t.     |
| 3    | Maurizio Fondriest | Ecoflam-BFB Bruciatori-Alfa Lum | s.t.     |
| 4    | Marco Saligari     | Ariostea Gres                   | s.t.     |
| 5    | Davide Cassani     | Carrera-Vagabond                | s.t.     |
| 6    | Leo Schönenberger  | Fibok-Sidermac                  | s.t.     |
| 7    | Rolf Sørensen      | Remac-Fanini                    | s.t.     |
| 8    | Claudio Chiappucci | Carrera-Vagabond                | s.t.     |
| 9    | Fabrizio Vannucci  | Selca-Thermomec-Conti-Galli     | s.t.     |
| 10   | Daniele Caroli     | Ecoflam-BFB Bruciatori-Alfa Lum | s.t.     |